# Marcio Feitosa
Marcio Feitosa (16 de maio de 1976) é um lutador faixa preta de jiu-jítsu brasileiro do 6º grau. Ele aprendeu diretamente com Carlos Gracie Jr., fundador da academia Gracie Barra no Rio de Janeiro. Subiu ao pódio oito vezes consecutivas de 1997 a 2006 em diversos campeonatos mundiais.
Em 2013, Feitosa foi incluído na lista dos 10 maiores lutadores de todos os tempos pelo website BJJ Heroes. Ao longo de sua carreira, ele conquistou diversos títulos como o campeonato mundial da International Brazilian Jiu-Jitsu Federation (IBJJF), o ADCC Submission Wrestling World Championship, o Campeonato Brasileiro e o Pan-Americano. É um dos competidores mais fortes de sua geração tendo ganho lutas contra adversários como Urijah Faber, Léo Vieira, Vítor Ribeiro, Royler Gracie e Leonardo Santos.
Desde os 15 anos ele atua como professor para as novas gerações, começando como instrutor assistente. Ele é co-fundador da Gracie Barra Headquarters em Irvine na Califórnia e diretor executivo da Gracie Barra Brasil.

## Biografia
Marcio Feitosa nasceu em 16 de maio de 1976 e cresceu no bairro da Barra da Tijuca, reduto de diversos lutadores e instrutores da família Gracie, como Carlos Gracie Jr., Roger Gracie, Kyra Gracie e Ryan Gracie. 
Seu pai abandonou o lar quando ele e seu irmão ainda eram muito novos.
Quando tinha 12 anos, começou a praticar o jiu-jitsu brasileiro com Carlos Gracie Jr. na academia Gracie Barra, fundada dois anos antes. Aos 15 anos foi convidado por seu mestre Carlos Gracie Jr. para se tornar instrutor assistente na escola.
Feitosa recebeu a faixa preta aos 19 anos. Em 1996, escreveu seu nome na história do jiu-jitsu brasileiro ao vencer o campeonato Pan-Americano de jiu-jitsu brasileiro, nos Estados Unidos, e o Campeonato Brasileiro.
No ano de 1997, ele tornou-se professor no Japão, onde encontrou Nao Takigawa. Por convite de Feitosa, Takigawa mudou-se para o Brasil em 1998 para treinar na academia Gracie Barra e tornou-se faixa preta em 2004. Nos anos seguinte, Feitosa e Takigawa fundaram a Gracie Barra Japão na cidade de Kobe.
De 2007 a 2009, ele foi colunista da Tapout, uma revista especializada em artes marciais publicada nos Estados Unidos pela SMP, Inc.
Em 2015 ele ministrou a primeira aula na recém-inaugurada academia Gracie Barra Itaipava, fundada pelo ator Thiago Lacerda e Rodrigo Scott.

## Linhagem de mestres
Mitsuyo "Count Koma" Maeda → Carlos Gracie → Carlos Gracie Jr. → Marcio Feitosa

## Títulos
Marcio Feitosa é faixa preta desde 1996. Ele esteve oito vezes nas finais do Campeonato Mundial, sendo vencedor em três ocasiões.
| Ano  | Competição | Colocação      |
| ---- | --- | -------------- |
| 1996 | Campeonato Pan-Americano                                                                                              | Campeão        |
| 1996 | Campeonato Brasileiro de Jiu-Jitsu                                                                                    | Campeão        |
| 1996 | Campeonato Brasileiro de Jiu-Jitsu por Equipes                                                                        | Campeão        |
| 1997 | Campeonato Mundial de Jiu-Jitsu                                                                                       | Campeão        |
| 1997 | Campeonato Pan-Americano                                                                                              | Campeão        |
| 1997 | Super Fight contra Royler Gracie                                                                                      | Campeão        |
| 1998 | Canada Jiu-Jitsu/Submission Open (Canadá)                                                                             | Campeão        |
| 1998 | Campeonato Mundial de Jiu-Jitsu                                                                                       | Segundo Lugar  |
| 1998 | Campeonato Pan-Americano                                                                                              | Campeão        |
| 1998 | Campeonato Brasileiro de Jiu-Jitsu                                                                                    | Campeão        |
| 1998 | Campeonato Brasileiro de Jiu-Jitsu por Equipes                                                                        | Campeão        |
| 1998 | Olympic Arena Super Fight contra Vítor Ribeiro Champion Pitagoras Super Fight                                         | Campeão        |
| 1999 | ADCC Submission Wrestling World Championship\|ADCC Trials Jiu-Jitsu x Jiu-Jitsu Champion World Jiu-Jitsu Championship | Segundo Lugar  |
| 1999 | Campeonato Pan-Americano                                                                                              | Campeão        |
| 1999 | Campeonato Brasileiro de Jiu-Jitsu                                                                                    | Campeão        |
| 1999 | Campeonato Brasileiro de Jiu-Jitsu por Equipes                                                                        | Segundo Lugar  |
| 2000 | ADCC Trials Jiu-Jitsu x Luta Livre                                                                                    | Campeão        |
| 2000 | ADCC World Sumission Wrestling (Abu Dhabi)                                                                            | Terceiro Lugar |
| 2000 | Campeonato Mundial de Jiu-Jitsu                                                                                       | Segundo Lugar  |
| 2000 | Campeonato Brasileiro de Jiu-Jitsu                                                                                    | Campeão        |
| 2000 | Professional Jiu-Jitsu League                                                                                         | Segundo Lugar  |
| 2001 | ADCC World Sumission Wrestling (Abu Dhabi)                                                                            | Campeão        |
| 2001 | Campeonato Mundial de Jiu-Jitsu                                                                                       | Campeão        |
| 2001 | Campeonato Brasileiro de Jiu-Jitsu                                                                                    | Segundo Lugar  |
| 2001 | Arnold World Gracie Submission                                                                                        | Segundo Lugar  |
| 2002 | Campeonato Mundial de Jiu-Jitsu                                                                                       | Campeão        |
| 2003 | USA X Brasil Challenge                                                                                                | Campeão        |
| 2003 | Campeonato Mundial de Jiu-Jitsu                                                                                       | Segundo Lugar  |
| 2003 | Campeonato Brasileiro de Jiu-Jitsu                                                                                    | Campeão        |
| 2005 | Campeonato Pan-Americano                                                                                              | Campeão        |
| 2005 | USA X BRASIL Challenge                                                                                                | Campeão        |
| 2005 | ADCC WorldSumission Wrestling (Abu Dhabi)                                                                             | Terceiro Lugar |
| 2006 | Campeonato Mundial de Jiu-Jitsu                                                                                       | Segundo Lugar  |
| 2007 | Pan-American No-Gi Championship                                                                                       | Campeão        |

## Cartel no MMA
| Cartel no MMA |           |           |
| 2 lutas       | 0 vitória | 1 derrota |
| Por decisão   | 0         | 1         |
| Empates       | 1         | 1         |

| Res.    | Cartel | Oponente              | Método             | Evento                    | Data                   | Round | Tempo | Local                            | Notas |
| ------- | ------ | --------------------- | ------------------ | ------------------------- | ---------------------- | ----- | ----- | -------------------------------- | ----- |
| Derrota | 0-1-1  | Bart Palaszewski      | Decisão (dividida) | IFL - Gracie vs. Miletich | 23 de setembro de 2006 | 3     | 4:00  | Yokohama, Kanagawa, Japão        |       |
| Empate  | 0-0-1  | Dokonjonosuke Mishima | Empate             | Shooto - R.E.A.D. 9       | 27 de agosto e 2000    | 3     | 5:00  | Moline, Illinois, Estados Unidos |       |

## Vida pessoal
De 2001 a 2004 Marcio Feitosa namorou e foi noivo da atriz Taís Araújo.

## Filmografia
| Ano  | Título               | Papel                        | Diretor       | Notas        |
| ---- | -------------------- | ---------------------------- | ------------- | ------------ |
| 2008 | Renzo Gracie: Legacy | Entrevistado (Não creditado) | Gethin Aldous | Documentário |
| 2014 | Inner Strenght       | Entrevistado                 | Ravi Kumar    | Documentário |

## DVD
Marcio Feitosa produziu e apareceu em combate em diversos DVDs instrucionais.
| Título                                                         | Diretor        | Duração   | Produtora                 | Ano  | Região |
| -------------------------------------------------------------- | -------------- | --------- | ------------------------- | ---- | ------ |
| ADCC 2001 Submission Wrestling World Championships (6-DVD set) | Jeff Osborne   | 1.020 min | Progressive Arts Media    | 2008 | Todas  |
| Aikido to BJJ with Derek Nakagawa & Marcio Feitosa             | Dave Contreras | 56 min    | Cryo Productions          | 2009 | Todas  |
| Champions of Gracie Barra                                      | Mito Pontual   | 96 min    | Total Extreme Productions | 2004 | Todas  |
| Gracie Barra Advanced Curriculum (2-DVD set)                   | Flavio Almeida | 288 min   | Budo Videos               | 2010 | Todas  |
| Gracie Barra Fundamentals (4-DVD set)                          | Flavio Almeida | 480 min   | Budo Videos               | 2008 | Todas  |
| Oscar de Jiu-Jitsu Vol. 2                                      |                | 110 min   | On The Mat                | 2006 | 1      |